# Clyde Newcomb
Clyde Newcomb (1910 – niet bekend) was een Amerikaanse jazzcontrabassist.

## Biografie
Vanaf 1930 speelde Newcomb in het Tommy Bohn Penn-Sirens Orchestra van Ed Kirkeby, waarmee hij zijn eerste opnamen voor Odeon Records maakte, eind jaren 1930 o.a. met Bobby Hackett, Paul Whiteman, met Eddie Condon and His Chicagoans (Nobody's Sweetheart) en Bud Freeman (China Boy). Halverwege de jaren 1940 werkte hij bij Vaughn Monroe, vervolgens bij Gene Krupa en zijn orkest en in 1947 bij Johnny Long. Op het gebied van jazz was hij  1930 tot 1945 betrokken bij 32 opnamesessies.

## Overlijden
Niet bekend
- Virtual International Authority File: 64217444